# Il marchio di sangue (film 1950)
Il marchio di sangue (Branded) è un film del 1950 diretto da Rudolph Maté.
È un western statunitense con Alan Ladd, Mona Freeman e Charles Bickford. È basato sul romanzo del Montana Rides Again di Max Brand.

## Trama
Un pistolero finge di essere il figlio perduto di un ranchero, ma poi si riscatta, aiutandolo a trovare quello vero. La storia è insolita, e raccontata bene con attenzione la psicologia dei personaggi.

## Produzione
Il film, diretto da Rudolph Maté su una sceneggiatura di Sydney Boehm e Cyril Hume e un soggetto di Max Brand (autore del romanzo, accreditato come Evan Evans), fu prodotto da Mel Epstein per la Paramount Pictures. Fu girato in Arizona, a Kanab nello Utah e nel Monogram Ranch a Newhall, in California, dal 14 marzo al 28 aprile 1950 e, per alcune scene aggiuntive, dal 10 al 12 giugno dello stesso anno. Il titolo di lavorazione fu Montana Rides. Il montaggio fu affidato a Alma Macrorie (non accreditato) sotto la supervisione di Doane Harrison, le musiche a Roy Webb.

## Distribuzione
Il film fu distribuito con il titolo Branded negli Stati Uniti nel novembre 1950 al cinema dalla Paramount Pictures.
Altre distribuzioni:
- in Finlandia il 28 settembre 1951 (Luoti luodista) (Merkitty mies)
- in Svezia il 17 novembre 1951 (Brännmärkt)
- in Danimarca il 7 dicembre 1951 (Eventyreren fra Dodge City)
- in Germania Ovest il 14 marzo 1952 (Das Brandmal)
- in Austria nell'aprile del 1952 (Das Brandmal)
- in Giappone il 12 giugno 1952
- in Portogallo il 4 luglio 1952 (A Marca Rubra)
- in Brasile (A Marca Rubra)
- in Spagna (Marcado a fuego)
- in Francia (Marqué au fer)
- in Grecia (Diplo stigma)
- in Grecia (Otan simani i teleftaia ora)
- in Italia (Il marchio di sangue)
- nei Paesi Bassi (Mannen van staal)
- in Jugoslavia (Zigosan)

## Critica
Secondo il Morandini il film è caratterizzato da una "storia insolita nella sua ingenuità, messa in immagini con competenza".

## Promozione
La tagline è: LADD as you like him in an Action-Packed Adventure!.